# 대럴 메이
대럴 케빈 메이(Darrell Kevin May, 1972년 6월 13일 ~ )는 미국의 전 프로 야구 투수이다. 메이저 리그 베이스볼(MLB)에서는 애틀랜타 브레이브스, 피츠버그 파이리츠, 캘리포니아/애너하임 에인절스, 캔자스시티 로열스, 샌디에이고 파드리스, 뉴욕 양키스에서 뛰었고, 일본 프로 야구(NPB)에서는 한신 타이거스, 요미우리 자이언츠에서 뛰었다.